# Metuhotep V

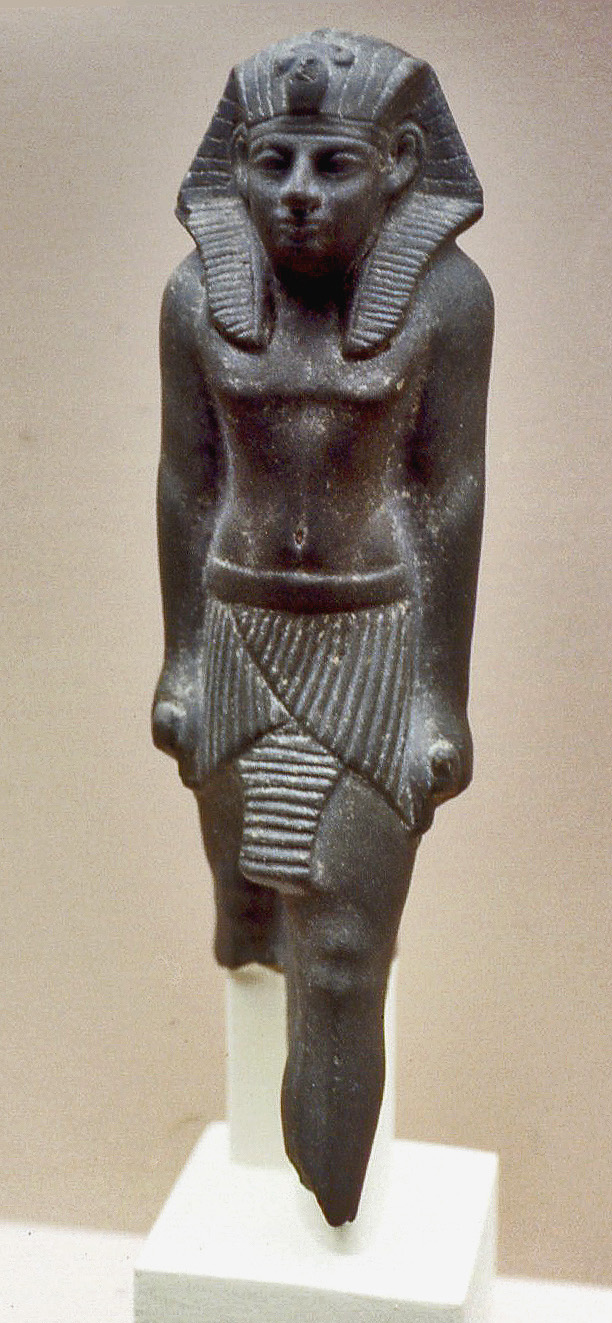
Estatua de Meranjra Mentuhotep V, British Museum, EA 65429.

Meranjra Mentuhotep (Mentuhotep V o VI), fue un faraón del Segundo periodo intermedio de Egipto (ca. 1620-1610 a C.) Se estima que pertenecía a la dinastía XIII, pero su posición es incierta, y que gobernó ca. 1700 a. C., aunque Ryholt le asigna a la dinastía XVI.

## Testimonios de su época
Meryanjra Mentuhotep sólo es conocido por dos estatuas. Una de ellas se encontró en el templo de Amón-Ra en Karnak, y se conserva actualmente en el Museo Egipcio de El Cairo. La otra estatua se encuentra en el Museo Británico, y su origen es desconocido. Basándose en las estatuas, se le supone gobernante del Alto Egipto, o al menos de Tebas.

## Titulatura
| Titulatura | Jeroglífico | Transliteración (transcripción) - traducción - (referencias) |

| ra | mr | anx |

| ra | mr | anx |

| ra | mr | anx |

| ra | mr | anx |

| ra | mr | anx |

| ra | mr | anx |

| ra | mr | anx |

| ra | mr | anx |

| ra | mr | anx |

| ra | mr | anx |

| ra | mr | anx |

| ra | mr | anx |

| ra | mr | anx |

| ra | mr | anx |

| ra | mr | anx |

| ra | mr | anx |

| Y5 · n | V13 | w | R4 · t · p |

| Y5 · n | V13 | w | R4 · t · p |

| Y5 · n | V13 | w | R4 · t · p |

| Y5 · n | V13 | w | R4 · t · p |

| Y5 · n | V13 | w | R4 · t · p |

| Y5 · n | V13 | w | R4 · t · p |

| Y5 · n | V13 | w | R4 · t · p |

| Y5 · n | V13 | w | R4 · t · p |

| Y5 · n | V13 | w | R4 · t · p |

| Y5 · n | V13 | w | R4 · t · p |

| Y5 · n | V13 | w | R4 · t · p |

| Y5 · n | V13 | w | R4 · t · p |

| Y5 · n | V13 | w | R4 · t · p |

| Y5 · n | V13 | w | R4 · t · p |

| Y5 · n | V13 | w | R4 · t · p |

| Y5 · n | V13 | w | R4 · t · p |